# Jorishoeve
De Jorishoeve is een hoeve aan Daalstraat 12 te Mielen-boven-Aalst in de Belgische gemeente Gingelom.
De hoeve stamt uit de 17e eeuw, maar is tegenwoordig in twee bedrijven opgesplitst. Verbouwingen vonden plaats in de 2e helft van de 18e eeuw, en ook in de 19e en 20e eeuw. Het poortgebouw is van 1665, maar dit werd sterk verbouwd. Ook het woonhuis, haaks op de straatwand staand, heeft een 17e-eeuwse kern en toont deels nog het uiterlijk van de 2e helft van de 18e eeuw.